# Emma Jane Gay
E. Jane Gay (27. července 1830, Nashua – 15. března 1919, Winscombe) byla Američanka, která zasvětila svůj život sociální reformě a fotografii. Je pozoruhodná svými fotografiemi původních obyvatel Severní Ameriky Nez Perce, které pořídila během federální expedice vedené americkou etnoložkou a antropoložkou Alicí Cunningham Fletcherovou.

## Životopis
Emma Jane Gay se narodila v roce 1830 v Nashua, New Hampshire, otci Ziba Gay (1796–1864) a matce Mary (Kennedy) Gay (1798–1873). Vzdělání získala na Brooklynské ženské akademii v New Yorku, kde se poprvé spřátelila s Alicí Cunningham Fletcherovou.:s.114 Její vzdělání na akademii zahrnovalo vědy, náboženství a domácnost. :s.115

## Kariéra
Do svého prvního zaměstnání vstoupila jako učitelka. V roce 1856 doprovázela přítelkyni Catherin Melville do Maconu ve státě Georgia, aby otevřela školu pro dívky. Škola byla uzavřena v roce 1860, což přimělo Melvillovou a Gayovou k přesunu do Washingtonu, DC, aby sloužily jako správci školy pro neslyšící malé děti.
Od roku 1861 do roku 1865 pracovala Emma Gay jako zdravotní sestra s Dorotheou Dix během občanské války. Po válce Gay sloužila jako vychovatelka pro vnoučata prezidenta Andrewa Johnsona, poté pracovala jako úřednice v Kanceláři nedoručitelných dopisů. Když tato práce skončila v roce 1883, Gay byla krátké období bez zaměstnání.
V roce 1888 se Emma Gay znovu spojila s Alicí Fletcherovou a obnovily své přátelství. Během této doby se naučila fotografovat. V roce 1889 ministerstvo vnitra Spojených států jmenovalo Fletcherovou jako zvláštní agentku, která vedla expedici do Nebrasky a Idaha s úmyslem rozdělit kmenové země mezi Winnebagos a Nez Perce jako součást Dawes Sometyty Act z roku 1887.
Emma Gay doprovázela Fletcherovou na této cestě jako kuchařka, pokojská a sekretářka.:s.111–150 Emmě Gay se nepodařilo získat povolení od federální vlády sloužit jako „oficiální“ expediční fotografka, ale během expedice pořídila přes 400 fotografií domorodců Nez Perce. V roce 1909 spolupracovala se svou neteří na zveřejnění dopisů napsaných během této expedice spolu s polovinou fotografií ve dvousvazkové knize s názvem Choup-nit-ki: With the Nez Percés.

## Fotografie
Autorčiny fotografie původních obyvatel Nez Perce si teprve nedávno (2020) vysloužily uznání kritiky. Černobílé fotografie vykreslují pozitivní obraz „civilizovaných“ obyvatel Nez Perce v západním oděvu, který pracuje na farmách nebo rančích, žije v chatkách a věnuje se manuální práci. Zdá se, že na těchto fotografiích je oslavován domov. Na první pohled tyto fotografie ukazovaly „úspěch“ vládního programu přivlastňování půdy. Současní učenci si však na snímcích autorky všimli témat nacionalismu, kolonialismu a rasismu. Několik fotografií zobrazují velkou bílou Fletcherovou stojící vzpřímeně, zatímco osoby Nez Perce pracují v pozadí nebo v podřízených pózách. Emma Gay také zachytila na fotografiích heteronormativní genderování práce a distribuci práce podle rasy.

## Galerie

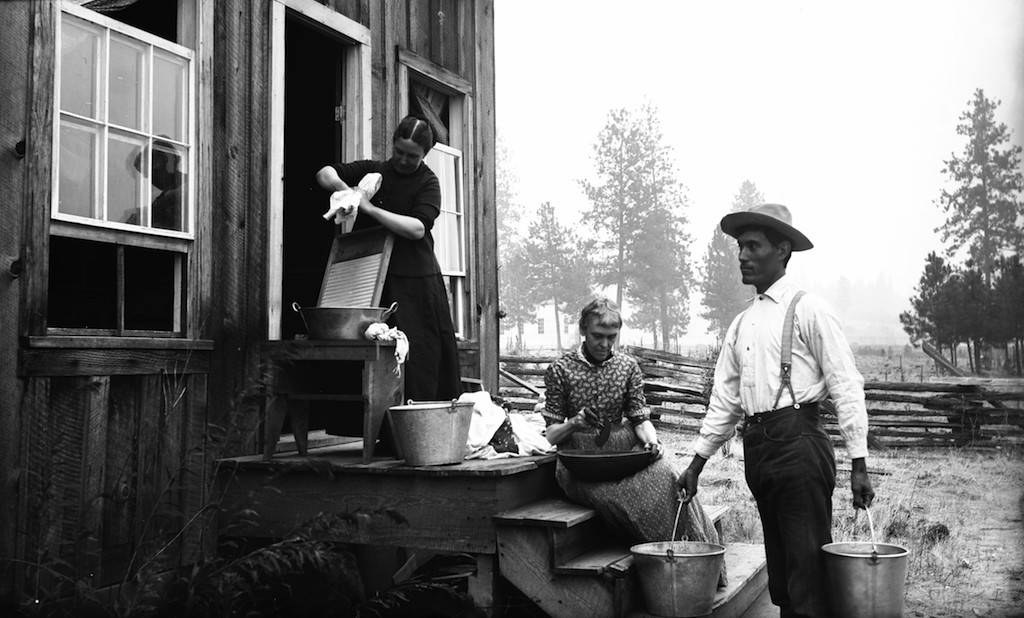
Pondělí ráno v Camp McBeth, Idaho State Historical Society
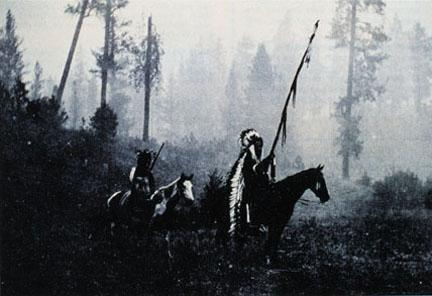
Nez Percé
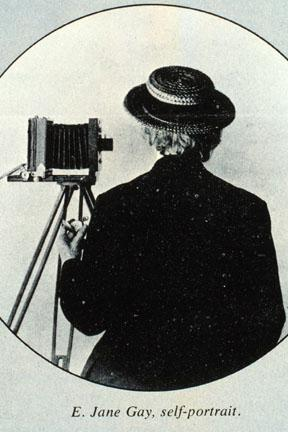
Autoportrét
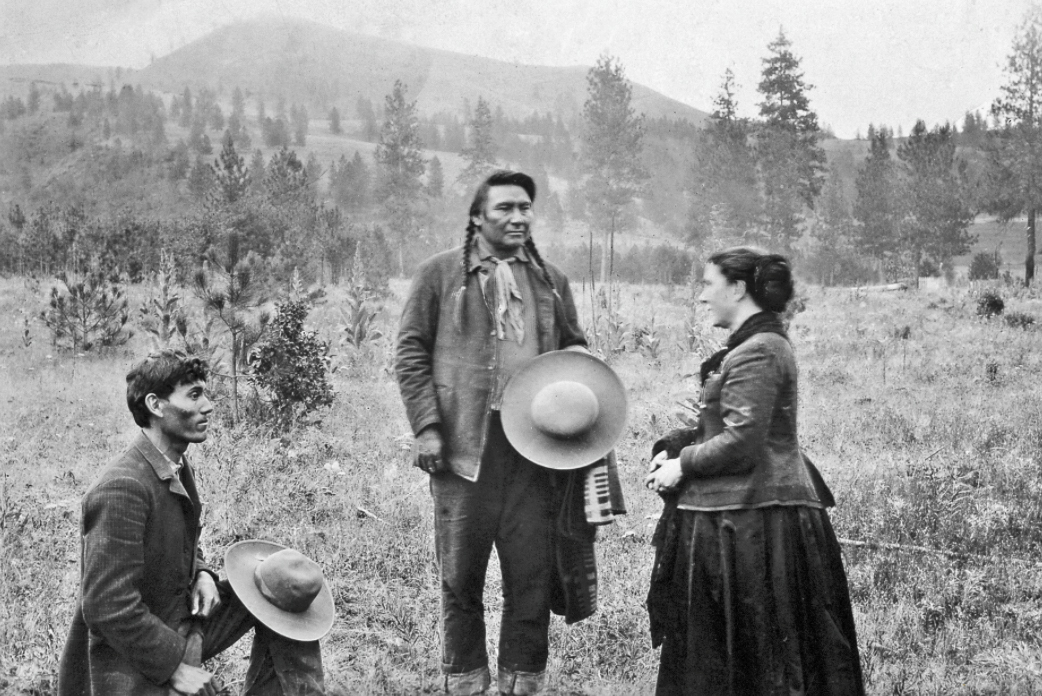
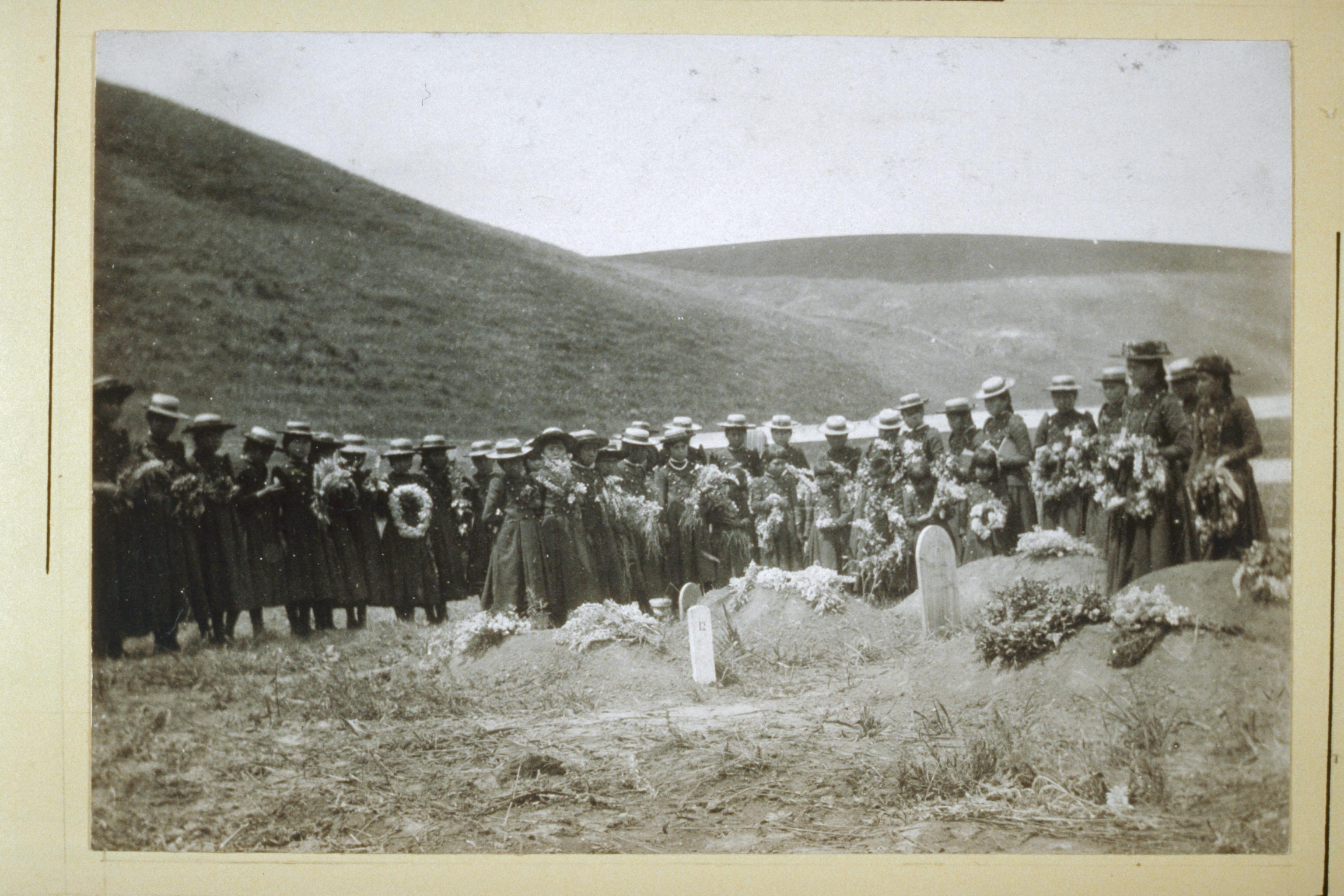
Nez Percé school children decorating the graves of soldiers, asi 1889-1892
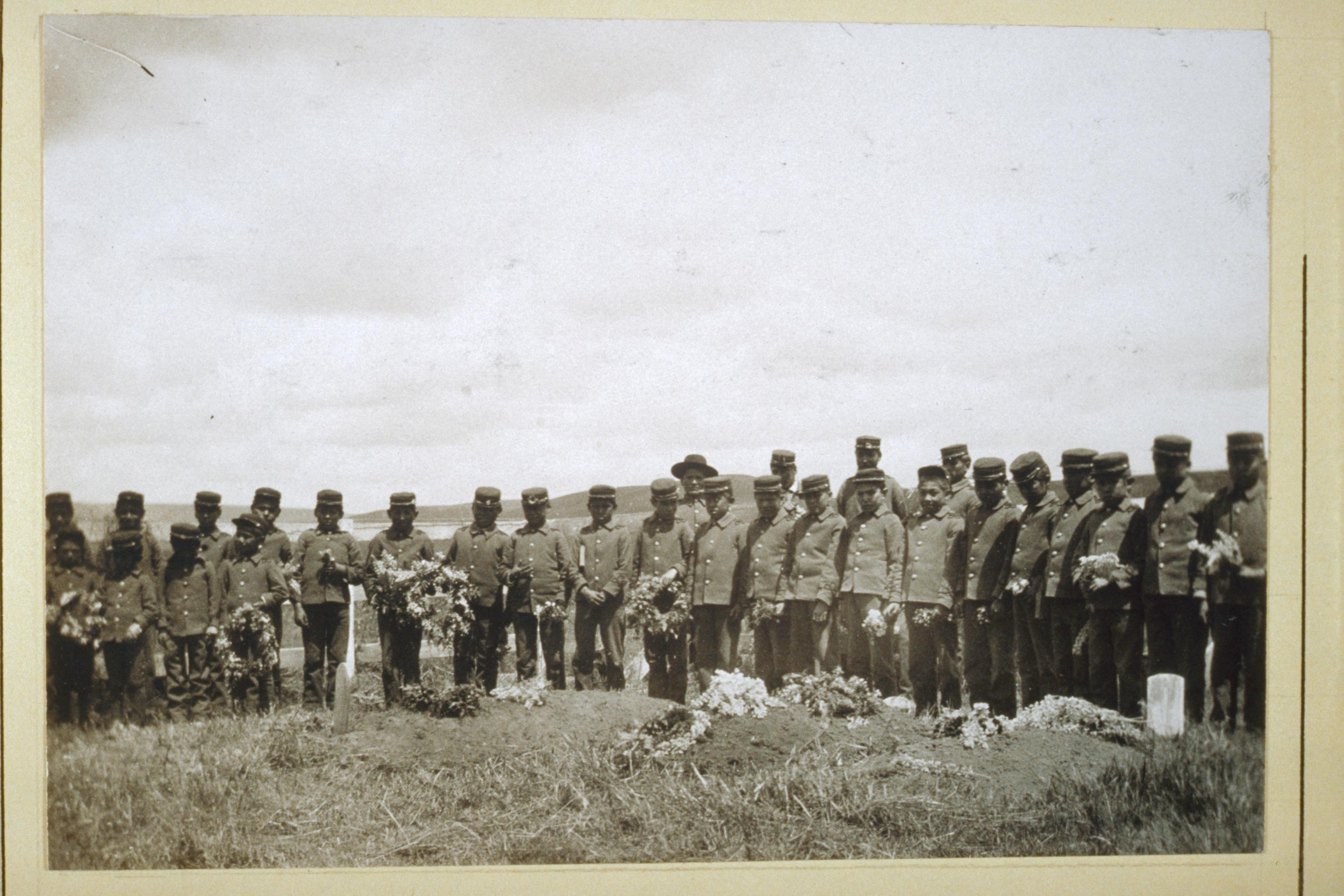
Nez Percé school children decorating the graves of soldiers, asi 1889-1892

## Osobní život
Emma Gay se nevdala ani neměla děti, ale měla úzké vazby se svou neteří a jmenovkyní Emmou Jane Gayovou. Po západní expedici, na kterou se vydala s Fletcherovou, se Emma Gay vrátila do Washingtonu, kde s Alicí Fletcherovou sdílela dům, dokud Gay a Emma neodcestovaly do Anglie na delší pobyt. S Emminou pomocí vytvořila Jane Gay sešit s upravenými dopisy vyprávějícími o jejích letech v Idahu, ilustrovaný některými fotografiemi, které pořídila, a dalšími uměleckými díly Emmy. Emma, která vystudovala knižní vazbu, svázala výstřižky do dvou svazků a postavila dřevěné pouzdro pro dílo s názvem „Choup-nit-ki: With Nez Percés“. Nepublikované dílo později darovala Schlesingerově knihovně Jane Gay Dodgeová. Emma Gay se rozhodla zůstat v Somersetu v Anglii, kde žila se svou milovanou společnicí Dr. Carolinou Sturgeovou. Po první světové válce Sturgeová použila část svého dědictví k tomu, aby si nechala postavit chatu ve Winscombe v Somersetu, kde mohla ona a Emma Gay prožít své poslední roky života.
Emma Gay zemřela v této chatě zvané „Kamiah“ 15. března 1919.
V mnoha textech je Emma Gay označována jako „společnice“ Fletcherové, žijící s ní v „domácím partnerství“ nebo „Bostonském manželství“.:s.111–150 Role, které Emma Gay během expedice hrála – stejně jako skutečnost, že se nikdy neprovdala za muže a během svého života měla intimní vztahy s jinými ženami – vedly učence k domněnce, že byla lesba.:s.111–150 Vzhledem k této skutečnosti identifikují historici umění Emmu Gay jako první americkou lesbickou fotografku.